# 33337 Amberyang
33337 Amberyang este o planetă minoră (asteroid) din centura de asteroizi. A fost descoperită pe 10 noiembrie 1998 la Experimental Test Site⁠(d) de Lincoln Near-Earth Asteroid Research. 
Obiectul prezintă o orbită caracterizată de o semiaxă mare de 2,3222632 UAi, o excentricitate de 0,1, o înclinație de 3,28995 ° în raport cu ecliptica.